# Grã-Bretanha sub-romana

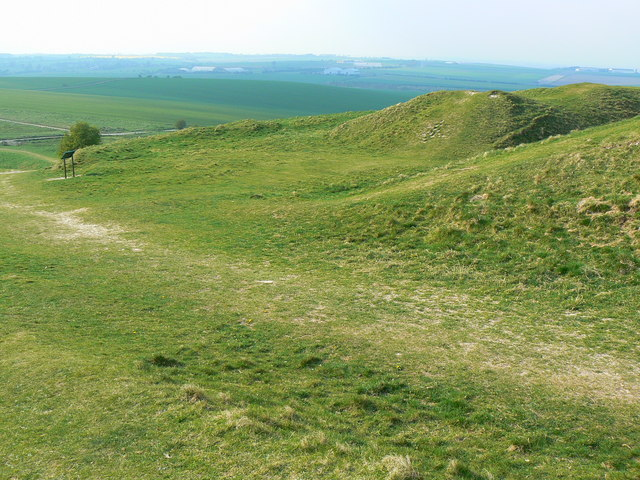
Castelo de Barbury, um forte de colina do século VI em Wiltshire.

A Grã-Bretanha Sub-Romana é o período da antiguidade tardia na Grã-Bretanha entre o fim do domínio romano e o assentamento anglo-saxão. O termo foi originalmente usado para descrever vestígios arqueológicos encontrados em sítios dos séculos V e VI d.C. que sugeriam a decadência de produtos feitos localmente de um padrão mais alto anterior sob o Império Romano. Agora é usado para descrever o período que começou com o retorno das tropas romanas à Gália por Constantino III em 407 e concluiu com a Batalha de Deorham em 577.

## Significado dos termos

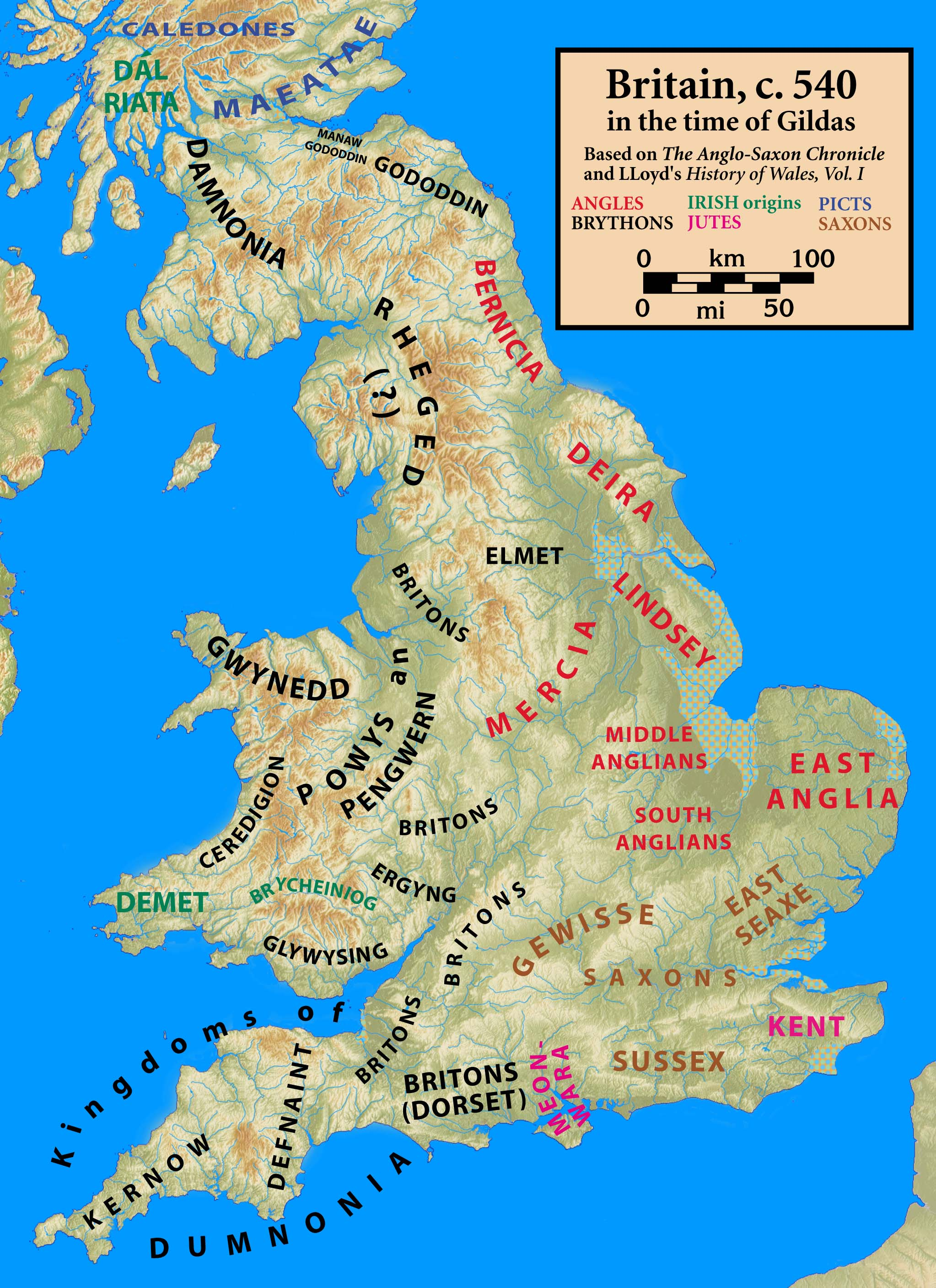
Grã-Bretanha, c. 540, na época de Gildas

O período da Grã-Bretanha sub-romana tradicionalmente cobre a história das partes da Grã-Bretanha que estiveram sob o domínio romano desde o fim do domínio imperial romano, tradicionalmente datado em 410, até a chegada de Santo Agostinho em 597. A data considerada para o fim deste período é arbitrária, pois a cultura sub-romana continuou no norte da Inglaterra até a fusão de Rheged (o reino dos Brigantes) com a Nortúmbria por casamento dinástico em 633, e por mais tempo no oeste da Grã-Bretanha, e especialmente na Cornualha, Cumbria e País de Gales.
Este período atraiu uma grande quantidade de debate acadêmico e popular, em parte por causa da escassez de material de origem escrito. O termo "Grã-Bretanha pós-romana" também é usado para o período; "sub-romana" e "pós-romana" são termos que se aplicam à antiga província romana da Britânia, ou seja, a Grã-Bretanha ao sul da linha Forth - Clyde. A história da área entre a Muralha de Adriano e a linha Forth-Clyde é semelhante à do País de Gales (veja Rheged, Bernícia, Gododdin e Strathclyde). Ao norte da linha ficava uma área pouco povoada, incluindo os reinos dos Meatas (em Angus), Dalriada (em Argyll) e o reino cujo kaer (castelo) perto de Inverness foi visitado por São Columba. Os romanos se referiam a esses povos coletivamente como pictos, que significa 'Pintados'.
O termo "antiguidade tardia", que implica horizontes mais amplos, está encontrando mais uso na comunidade acadêmica, especialmente quando as transformações da cultura clássica comuns em todo o Ocidente pós-romano são examinadas. O período também pode ser considerado parte do início da Idade Média, se a continuidade com os períodos seguintes for enfatizada. Trabalhos populares (e alguns acadêmicos) usam uma variedade de nomes mais dramáticos para o período: a Idade das Trevas, a Era Britônica, a Era dos Tiranos ou a Era de Artur.